# 羽澄昌史
羽澄 昌史（はずみ まさし、1968年12月27日 - ）は、日本の物理学者。高エネルギー加速器研究機構素粒子原子核研究所教授。実験的宇宙論の専門家。国際協力実験LiteBIRDのPI。QUPの機構長。弟子に原康二がいる。